# Гонсьоровиці
Гонсьоровиці (пол. Gąsiorowice, нім. Gonschiorowitz) — село в Польщі, у гміні Ємельниця Стшелецького повіту Опольського воєводства.
Населення — 696 осіб (2011).

## Демографія
Демографічна структура станом на 31 березня 2011 року:
|          | Загалом | Допрацездатний вік | Працездатний вік | Постпрацездатний вік |
| -------- | ------- | ------------------ | ---------------- | -------------------- |
| Чоловіки | 337     | 69                 | 226              | 42                   |
| Жінки    | 359     | 73                 | 206              | 80                   |
| Разом    | 696     | 142                | 432              | 122                  |